# Puerto Rico állatvilága

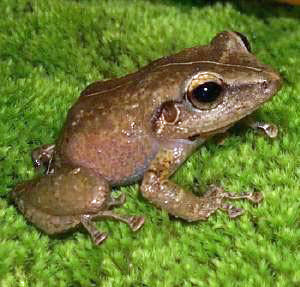
A kokibéka, a legismertebb Puerto Ricó-i állatfaj

Puerto Rico állatvilága – más szigetvilágok faunájához hasonlóan – gazdag endemikus fajokban, a taxonómiai diverzitása viszont alacsony. A szárazföldi emlősök egyetlen fennmaradt, őshonos képviselői a denevérek. Minden más szárazföldi emlőst az emberek telepítettek be, ezért találkozhatunk ma házi- és haszonállatokkal, vagy jávai mongúzzal, rézuszmajommal a sziget területén. Gyakran lehet tengeri emlősökkel – például bálnával, delfinnel és manátusszal – találkozni a közeli vizekben. A 349 helyi madárfajtából 120 szaporodik a szigeteken, ezeknek majdnem fele ritka. Valószínűleg a legismertebb Puerto Ricó-i állatfaj a kokibéka, ami egy kistestű endemikus béka, a helyi 86 kétéltű faj egyike. Néhány édesvízi halfaj őshonos, de vannak az ember által betelepített fajok is. A helyi fauna jelentős részét gerinctelen fajok adják.
Az első emberek 4000 évvel ezelőtti érkezése, és még ennél is nagyobb mértékben az európaiak 16. századi betelepülése jelentős hatással volt Puerto Rico állatvilágára. A vadászat, az élőhelyek pusztítása és a betelepített fajok az őshonos állatvilág pusztulását okozták. A helyi élőlények megmentését célzó természetvédelmi törekvések a 20. század második felében kezdődtek. A Természetvédelmi Világszövetség tanulmányai alapján 2002-ben 21 veszélyeztetett faj élt Puerto Ricón: két emlős, nyolc fészkelő madár, nyolc hüllő és három kétéltű.

## A Puerto Ricó-i állatvilág története

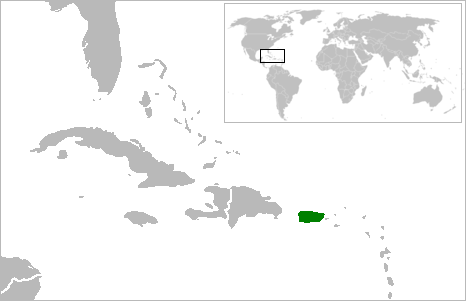
Puerto Ricó földrajzi elhelyezkedése

Puerto Rico a Karibi-lemezen fekszik, ami a késő mezozoikumban jött létre. Rosen feltételezése szerint, Afrika és Dél-Amerika szétválásakor egy vulkanikus szigetcsoport alakult ki, a "Proto-Antillák". Később a szigetek két részre oszlottak: Nagy- és Kis-Antillákra, egy új törésvonal létrejöttének következtében. Geológiai értelemben Puerto Rico fiatal, mindössze 135 millió éves.
Ma is viták folynak arról, hogy mikor és hogyan jutottak el az első gerincesek a szigetre, legfőképp arról, hogy a Proto-Antillák vagy Dél- és Észak-Amerika részei voltak-e. Az uralkodó nézőpont szerint Puerto Rico főleg Dél-Amerikai fajokkal, vízen keresztül népesült be, a másik nézőpont a Proto-Antillák élővilágának fejlődését állítja. Stephen Blair Hedges és munkatársai arra a következtetésre jutottak, hogy a Karib-térség benépesülésének fő módja a szétszóródás volt. Ezt támasztja alá, hogy a gerinces, szárazföldi Eleutherodactylus-ok még azelőtt szétszóródtak a szigeteken, hogy bármiféle fajfejlődés végbement volna. Azonban úgy tűnik, más fajok, mint az endemikus rovarevők és édesvízi halak, már korábban, más módokon megvetették lábukat a szigeten. Woods bizonyítékot talált ennek az elméletnek az alátámasztására a hutiák és tüskéspatkányfélék őseinek az Antillákra érkezésének tanulmányozásakor. Arra a következtetésre jutott, hogy az ősi tüskéspatkányféléknek Dél-Amerikából a Nagy-Antillákra, a Kis-Antillákon keresztül vagy a tengeren való sodródással Puerto Ricó-ra vagy Hispaniolára kellett érkezniük.
Ross D.E. MacPhee és Manuel A. Iturralde egy alternatív hipotézissel állt elő. Azt feltételezik, hogy az első szárazföldi állatok már a középső tercierben megérkeztek a Proto-Antillákra, körülbelül az eocén és oligocén határán. Ebben az időben egy rövid életű (körülbelül 1 millió évig létező) Gaarlandiának nevezett földhíd kötötte össze Dél-Amerikát és a a Nagy-Antillák három szigetét (Kuba, Hispaniola, Puerto Rico). Egy magyar botanikus, Borhidi Attila is feltételezte Gaarlandia létezését. Az Antillák növényvilága többnyire andoki eredetű, a földhídon nemcsak állatok, de növények is átjuthattak.
Az utolsó nagyobb változás a Puerto Ricó-i állatvilágban körülbelül 10 ezer évvel ezelőtt, a jégkorszakot követő tengerszint-emelkedés és éghajlatváltozás miatt következett be. Puerto Rico száraz szavannáit felváltották a párás, nedves erdők, ez pedig tömeges kihaláshoz vezetett, különösen a helyi gerincesek körében.

## Emlősök

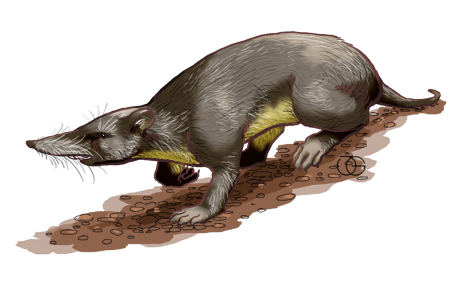
Nesophontes edithae, kihalt rovarevő

Puerto Rico, más szigetekhez hasonlóan, nem olyan gazdag emlősökben, mint a szárazföld. Ma 13 denevérfaj alkotja az őshonos, Puerto Ricó-i emlősök csoportját, de a közeli vizekben további 18 emlősfaj található meg. A szigeten élt többek között a ma már kipusztult cickányféle, a Nesophontes edithae, illetve több rágcsáló és egy lajhár faj.

Több emlősfajt is az ember telepített be. Az első őslakosok kutyákat és tengerimalacokat hoztak magukkal Közép- és Dél-Amerikából. A tainó indiánok pedig hutiákat hoztak a közeli Hispanioláról. A spanyolok 16. századi megjelenése pedig olyan háziasított állatok betelepítésével járt, mint a kutyák, kecskék, macskák, disznók, lovak, szamarak és szarvasmarhák. A spanyolokkal kerültek a szigetre házi patkányok, házi egerek és a vándorpatkányok, valószínűleg már Kolumbusz Kristóf 1493-as megérkezésekor. Néhány fajt ezek ellen a kártevők ellen telepítettek be, mint például a jávai mongúz-t. Mára ez a faj elszaporodott, és a helyi állatvilágot fenyegeti, hozzájuk köthető a sárgavállú csirögék egyedszámának csökkenése.

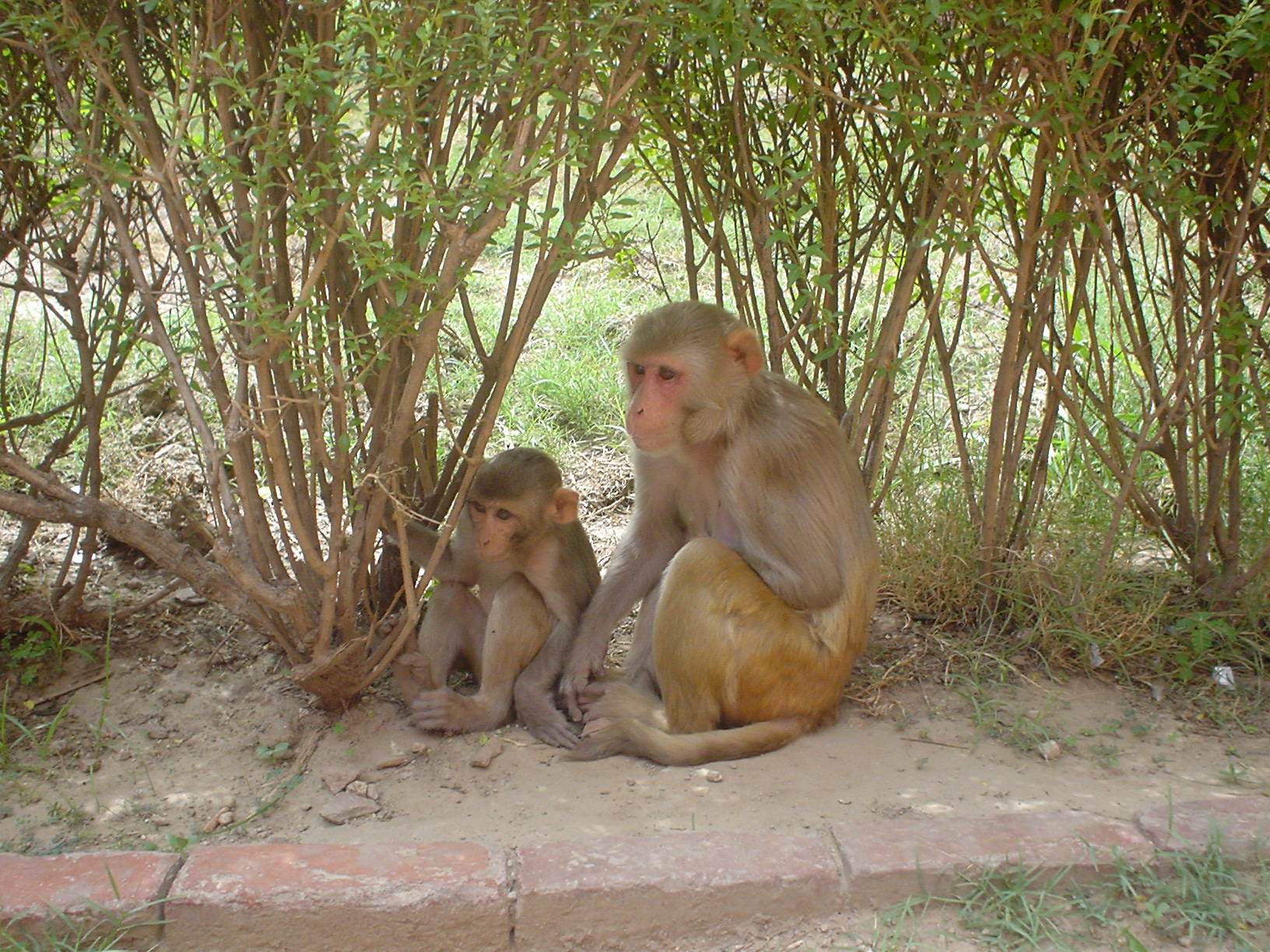
A rézuszmajom csak később került a szigetre

Egy tanulmány keretében 57 rézuszmajmot telepítettek be a Desecheo és más part menti szigetekre 1967-ben. A kísérlet előtt Desecheo volt a fehérhasú szulák legnagyobb fészkelőhelye, de ma már egy madárfaj sem fészkel a majmok által lakott szigeteken, a fészekfosztások eredményeként. Ma már más főemlősök is élnek Puerto Ricó-n. Az 1970-es években 107 mókusmajom szabadult el a szigeten. Ma 35 egyednyire becsülik a populációjukat.
A legismertebb tengeri emlős, ami a Puerto Ricó-hoz közeli vizekben él, a karibi manátusz. Puerto Rico és a közeli szigetek ennek, a Természetvédelmi Világszövetség által sebezhetőnek tartott fajnak, a fő párzóterületét alkotják. A helyi manátuszok végül hatalmas médiafigyelemre tettek szert, amikor egy manátusz borjút, a két hónapos Moisés-t, megmentett és sikeresen felnevelte a Caribbean Stranding Network (CSN) nonprofit szervezet. Moisés volt az első fogságban nevelkedett, majd a természetbe sikeresen visszaengedett manátusz a Karib-tengeren. Az állat később a Puerto Ricó-i kultúra és tudomány ikonja lett, miután Tony Croatto, olasz énekes és zeneszerző, dalt írt róla Moisés címmel.
A Puerto Ricó-i vizek a hosszúszárnyú bálnák számára is fontosak, itt található a téli szaporodóhelyük. A bálnales népszerű a turisták körében.

### Denevérek
A ma a szigeten élő 13 denevérfaj és csak a szigetcsoporton megtalálható alfajaik 5 családhoz tartoznak (Noctilionidae, Mormoopidae, Phyllostomidae, Vespertilionidae, Molossidae). A fajok közül 7 rovarevő, 4 gyümölcsevő, 1 faj táplálkozik főleg nektárral és egy másik halakkal. A fajok száma viszonylag alacsony az Antillák többi szigetéhez képest. Erre magyarázat lehet Puerto Rico viszonylag nagy távolsága a szárazföldtől.
A denevérek fontos szerepet játszanak a helyi erdei és barlangi élővilág életében és a szúnyogok elszaporodását is gátolják. A fajok közül 10 él barlangokban, ezeknek alacsony a szaporodási rátája. A denevérfajokban leggazdagabb terület az El Yunque vagy Karibi Nemzeti Erdő (Caribbean National Forest), ahol 11 faj található meg. A vörös gyümölcsdenevér nagyon fontos szerepet játszik a Luquillo hegyi tabunoco erdő életében, ugyanis ezt a fajt tartják a balátafa (Manilkara bidentata) magjainak egyetlen terjesztőjének. A barlangi ökoszisztémáknak fontos része a denevérek ürüléke, a guanó, ugyanis a barlanglakó állatok vagy a guanóból nyerik táplálékukat, vagy ezeket az állatokat fogyasztják.

## Madarak

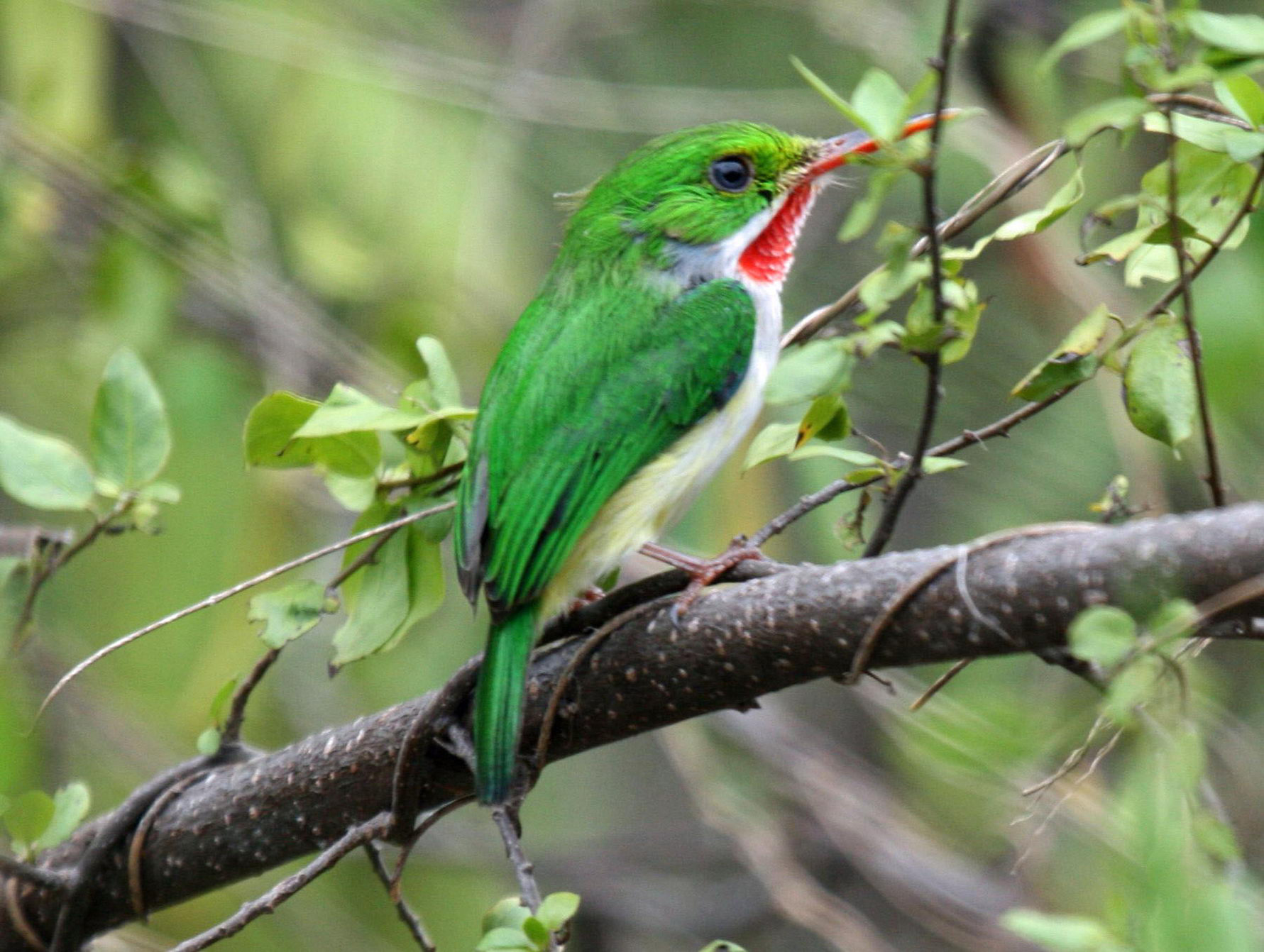
Sárgahasú todi

A szigeten 349 madárfaj honos, közülük 18 faj endemikus, 42-t pedig az ember telepítette be. A szigetcsoporton körülbelül 120 faj fészkel rendszeresen. A régió madarainak nagy része trópusi észak-amerikai eredetű vagy a közelmúltban betelepült agresszív dél-amerikai faj. Ezek között a dél-amerikai fajok között a kolibrifélék (Trochilidae), a királygébicsfélék (Tyrannidae) és a tangarafélék (Thraupidae) családjának is vannak képviselői. A legnépszerűbb elmélet szerint a madarak valamelyik jégkorszak alatt érkeztek a szigetekre a pleisztocén korban. A legprimitívebb Puerto Ricó-i madarak a todifélék, akiknek egy endemikus képviselője is van a szigeten, a sárgahasú todi (Todus mexicanus).
Puerto Rico madárfaunája jelentősen lecsökkent kihalás vagy kipusztítás miatt. Például a késő pleisztocén korban (körülbelül 17-21 ezer évvel ezelőtt) a szigeten még sarlófecskefélék is élhettek. Legalább hat endemikus madárfaj tűnt el a szigetről az utóbbi ezer évben: a Puerto Ricó-i gyöngybagoly (Tyto cavatica), a Puerto Ricó-i karakara (Polyborus latebrosus), a Puerto Ricó-i aratinga (Aratinga chloroptera maugei), a Puerto Ricó-i szalonka (Scolopax anthonyi), a Puerto Ricó-i földigalamb (Geotrygon larva), és az antillai barlangi guvat (Nesotrochis debooyi). 13 egyedet számláló populációjával a Puerto Ricó-i amazon majdnem a hetedik kihalt Puerto Ricó-i madárfajjá vált, de a faj fennmaradt a megőrzéséért indított akciónak köszönhetően. Ennek ellenére a faj még ma is a tíz legsúlyosabban veszélyeztetett madárfajok egyike. A 19. század második felében végbemenő Puerto Ricó-i népességrobbanás következtében négy madárfaj ma már nem található meg a szigeten, és három, addig állandó madárfaj ma már nem költ a szigeten.

## Hüllők és kétéltűek
Puerto Rico 25 kétéltű- és 61 hüllőfaj otthona. A legtöbben Dél-Amerikából jöttek a tengeren keresztül, uszadékfák segítségével jutottak el a Nyugat-Indiák szigeteire. A szigetek elszigeteltsége miatt Puerto Rico és a Karib-térség az egyik leggazdagabb hely a világon endemikus hüllő- és kétéltűfajokban. A szigeten négy kétéltű család található meg: a varangyfélék (2 faj), a levelibéka-félék (3), a füttyentőbéka-félék (18), és a valódi békafélék (2). A hüllőket kajmánok, teknősök, gyíkok, ásógyíkok és kígyók képviselik.

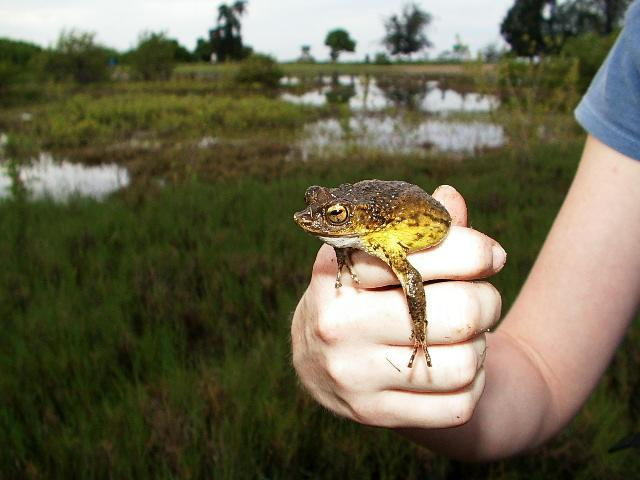
A Puerto Ricó-i varangy (Bufo lemur) endemikus kétéltűfaj Puerto Ricón

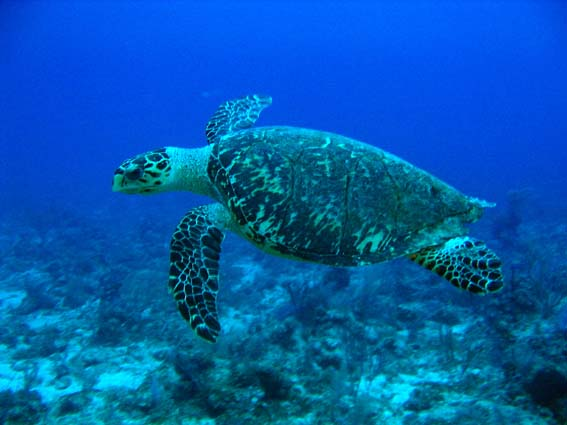
A közönséges cserepesteknős (Eretmochelys
imbricata) egy kritikusan veszélyeztetett tengeri hüllő

A helyi valódi és levelibéka-félék mind betelepített fajok. A varangybékafélék közül az egyik (az óriásvarangy) betelepített, míg a Puerto Ricó-i varangy egy endemikus, súlyosan veszélyeztetett kétéltűfaj. Az óriásvarangyot az 1920-as években telepítették be a szigetre a cukornád-ültetvényeket pusztító bogarak elpusztításának érdekében. A helyi füttyentőbéka-félék mind a szigetcsoport őslakói közé tartoznak. A 18 faj közül 17 a Eleutherodactylus nembe tartozik, a helyiek ezeket a békákat kokinak ismerik. Ezek közül a fajok közül három valószínűleg már kihalt. Az egyik az arany koki, amely az egyetlen elevenszülő kokiféle. A közönséges kokibéka Puerto Rico nem hivatalos nemzeti szimbóluma, és a Puerto Ricó-i kultúra fontos része. Mivel 14 a 18 kokibékafajból endemikus a Puertó Ricó-iak körében népszerű a "De aquí como el coquí" (Puerto Ricó-i, mint a koki).
A szigetcsoporton édesvízi- és tengeriteknősök is élnek.
A hispaniolai orrszarvú leguán (Cyclura cornuta) egyik alfaja, a mona-szigeti orrszarvú leguán (Cyclura cornuta stejnegeri) például kizárólag a Föld ezen pontján található meg.
Valószínűleg a nyugat-indiai hüllő kládok itt vetődtek partra Dél-Amerikából. A sziget őshonos hüllői a Puerto-Ricó-i karcsúboa (Epicrates inornatus), a hispaniolai orrszarvú leguán (Cyclura cornuta), a Stejneger-ékszerteknős (Trachemys stejnegeri) és a Puerto Ricó-i tarajos anolisz (Ctenonotus cristatellus), a Puerto Ricó-i tarajos anolisz képes változtatni a színét, mint a kaméleon, Puerto Rico leggyakoribb gyíkfaja az élesszájú anolisz (Anolis pulchellus). A pápaszemes kajmán (Caiman crocodilus) betelepített faj.
A kokibéka (Eleutherodactylus coqui) magas, vékony „ko-ki” hangzású hívóhangjáról kapta a nevét. Az óriás varangy (Bufo marinus) betelepített faj a szigeten. 1920-ban szándékosan telepítették be Puerto Ricora a cserebogár kiirtására. A Puerto Ricó-i varangy (Bufo lemur) egy endemikus, kihalófélben lévő varangyfaj Puerto Ricón.

## Halak

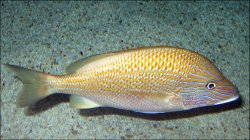
A fehér röfögőhal (Haemulon plumieri) az egyik leggyakoribb zátonyhal a Karib-tengerben

Az első Puerto Ricó-i halakkal foglalkozó leírásokat Georges Cuvier és Achille Valenciennes készítette, 1828-ban. Tanulmányukban 33, a szigetcsoport körül élő taxont írtak le. Puerto Ricón csak néhány édesvízi halfaj őshonos, azonban él a szigeteken még harmincnál is több, főleg Dél-Amerikából, Afrikából és az Amerikai Egyesült Államok délkeleti részéből betelepített halfaj. Ezek egy része véletlenül, míg másik része szervezett betelepítéssel került Puerto Ricó-ra. Ezen kívül hatvan tengeri halfaj is használja az év folyamán Puerto Rico édesvizeit. A halak behurcolásának indokai a sporthorgászat, a szúnyogok populációjának kontrollálása, és, mert ezek a halak kiváló pisztrángsügér-csalik, voltak. A véletlenszerű betelepítés, például az orinocói vitorlás algaevőharcsa (Pterygoplichthys multiradiatus) is így került Puerto Ricó-ra, főleg akváriumi halak szabadon engedése miatt következett be. 1936 óta a Puerto Rico-i Természeti és Környezeti Erőforrások Osztálya egy halkeltetőt tart fent a Maricao járásban. Évente körülbelül 25 ezer halat, mint a pisztrángsügért, a tucunaré sügért vagy a pettyes harcsát, illetve teknősöket nevelnek, hogy feltöltsék Puerto Rico folyóit és tavait, ezáltal szinten tartva a helyi halállományt.
Három vizes élőhely-típus található Puerto Ricón: a mangrove, a zátony és a tengerifű. Összesen 667 halfaj lakja ezeket az élőhelyeket, ebből 242 a zátonyokat. Ezek a zátonylakó halak megegyeznek a Karib-térség többi zátonyán előforduló halakkal, mint például az ajakoshalfélék, a korállszirtihal-félék, a fehér röfögőhal (Haemulon plumieri), a kékcsíkos röfögőhal (Haemulon sciurus) és húsz cápaféle. A mangróvéval benőtt partokon gyakori a Archosargus rhomboidalis és a Gerres cinereus. Az érdekes halfajok közé tartozik még 21 helyi lepényhalféle.

## Gerinctelenek

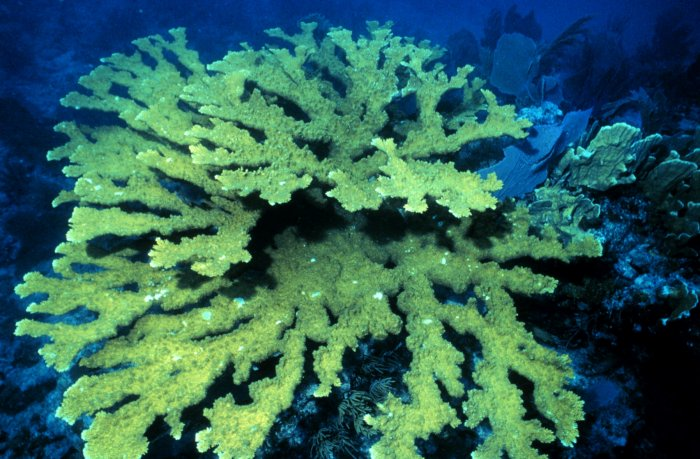
A jávoragancs korall 2006-ban került a veszélyeztetett fajok listájára

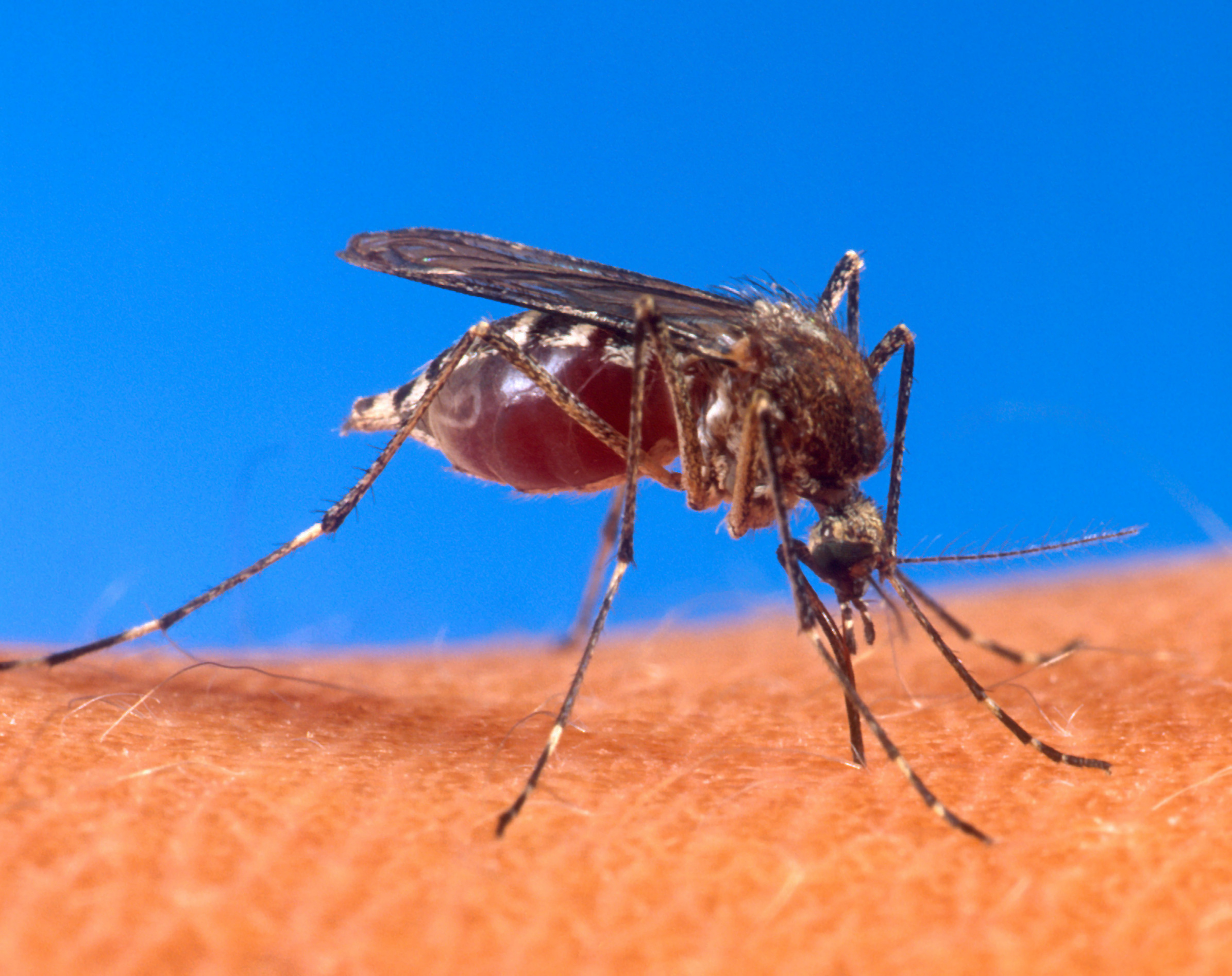
Aedes aegypti vitathatatlanul a legismertebb szúnyog Puerto Ricón, amely a dengue-vírust terjeszti

Puerto Rico gerinctelen faunája a legtanulmányozottabb az Antillák többi szigetéhez képest. A helyi gerinctelen fauna rendkívül gazdag és sokszínű.
Puerto Rico tengeri gerinctelen faunájából 61 szivacsállat, 171 csalánozó, 8 zsinórféreg, 1,176 puhatestű, 129 gyűrűsféreg, 342 rák, 165 tüskésbőrű, 131 mohaállat, 117 kőkorall, 99 bőrkorall és szarukorall, 13 Corallimorpharia és 8 Hydrozoa. A Puerto Ricó-i korallfajok a szikla csillag korall (Montrastaea annularis), az ujj korall (Porites porites) és a jávoragancs korall (Acropora palmata).

## Emberi hatás és természetvédelem

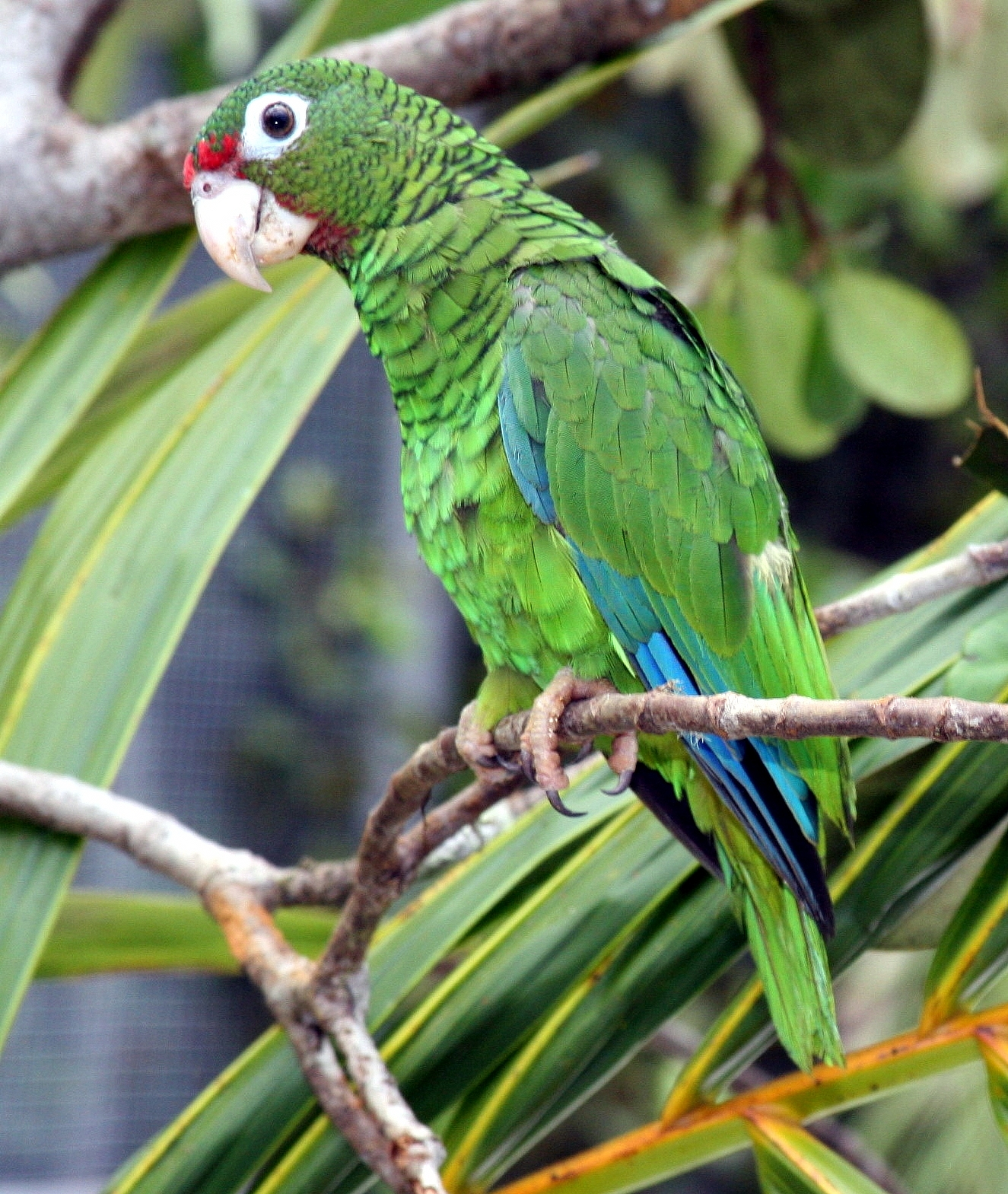
Puerto Ricó-i amazon

A bennszülöttek 4000 évvel ezelőtt jutottak el a szigetre, az állatok húsát elfogyasztották, a bőrükkel pedig kereskedtek. Az állatvilág számának jelentős csökkenését okozta a 16. században a szigetre érkező európaiak terjeszkedése.

## Fordítás
Ez a szócikk részben vagy egészben  a   Fauna of Puerto Rico című angol Wikipédia-szócikk fordításán alapul.  Az eredeti cikk szerkesztőit annak laptörténete sorolja fel. Ez a jelzés csupán a megfogalmazás eredetét és a szerzői jogokat jelzi, nem szolgál a cikkben szereplő információk forrásmegjelöléseként.